# 费斐
费斐（1942年12月—），女，汉族，籍贯江苏苏州，生于上海，中华人民共和国政治人物，斐然顾问有限公司执行董事，香港妇女基金会对外主席兼副会长，第十一届全国人民代表大会香港地区代表。

## 生平
费斐毕业于北京外国语学院。2008年起担任全国人大代表。

## 家庭
父亲费彝民，母亲苏务滋，丈夫侯東海，兒子侯敏嘉。